# Les Merveilleux Exploits de Nick Carter
 (février 2020).
 (février 2020).
Les Merveilleux Exploits de Nick Carter est un serial composé de trois films d'une bobine, réalisé dès juillet 1908 par Victorin Jasset et produit par la Société française des films Éclair. Cette série est une adaptation de la brochure hebdomadaire Nick Carter, le grand détective américain, créée en 1884 par John R. Coryell, sous la direction des éditions Eichler.

## Diffusion
Ce serial est diffusé à raison d'un par mois. Chaque épisode constitue un récit complet et indépendant.